# We'll Be a Dream
"We'll Be a Dream" é uma canção gravada pela banda We the Kings com a participação da cantora Demi Lovato para o segundo álbum de estúdio da banda, Smile Kid. Foi lançada como segundo single do álbum em 2 de março de 2010. No dia seguinte, foi liberado para download digital no iTunes.
A canção foi nomeada na categoria de música "Hook Up" no Teen Choice Awards 2010. Vendeu 282 mil cópias nos Estados Unidos, até novembro de 2012.

## Videoclipe
O videoclipe da canção foi gravado pela cantora e pela banda em 28 de março de 2010, em Los Angeles, com a participação de diversas pessoas que puderam se inscrever, com a condição de serem maiores de dezoito anos. O diretor foi Raul B Fernandez, e estreou em  22 de abril de 2010, na MTV dos Estados Unidos.

## Paradas musicais
| Parada (2010)       | Melhor posição |
| ------------------- | -------------- |
| Billboard Hot 100   | 76             |
| Billboard Pop Songs | 24             |

## Histórico de lançamento
| Região         | Data               | Formato          |
| -------------- | ------------------ | ---------------- |
| Estados Unidos | 2 de março de 2010 | Airplay          |
| Estados Unidos | 3 de março de 2010 | Download digital |